# 石射文五郎
石射 文五郎（いしい ぶんごろう、1863年1月22日〈文久2年12月3日〉- 1940年〈昭和15年〉12月3日）は、日本の農業経営者、実業家、政治家。衆議院議員。

## 経歴
陸奥国白河郡太田川村（福島県西白河郡川崎村を経て現泉崎村）で、素封家・石射兵三郎の息子として生まれる。大原満治、山下直太郎から漢学を学び、さらに福島県師範学校予科で学んだ。
1887年（明治20年）から1903年（明治36年）まで川崎村会議員を務め、1892年（明治25年）に福島県会議員に選出され、同常置委員や、その他、西白河郡会議員、福島民報主筆を務めた。1917年（大正6年）4月、第13回衆議院議員総選挙に福島県郡部から立憲政友会所属で出馬して当選。その後、第16回総選挙でも当選し、衆議院議員を通算2期務めた。
実業界では、1898年（明治31年）の福島県農工銀行の創立に加わり、翌年、専務取締役に就任。その他、只見川電気監査役、九州石炭砿業取締役などを務め、北海道や九州の開拓事業も手掛けた。

## 親族
- 長男 石射猪太郎（外交官）[1][2]